# Liste in Angola vorhandener Dampflokomotiven
Dies ist eine Liste erhaltener Dampflokomotiven auf dem Gebiet von Angola.

## Lokomotiven mit 42″
| Foto | Nummer oder Name                         | Bauart / Achsfolge | Hersteller                   | Fabrik-nr. | Baujahr | Historie | Eigentümer / Betreiber / Strecke | Bemerkungen |
| ---- | ---------------------------------------- | ------------------ | ---------------------------- | ---------- | ------- | -------- | -------------------------------- | ----------- |
|      | C.F. de Benguela No. ?                   | C1                 | Esslingen (Esslingen)        |            |         |          | Huambo Sidings                   | [ 1 ]       |
|      | C.F. de Benguela No. 224                 | 2’D                | North British Locomotive Co. | 23981      | 1923    |          | Huambo Sidings                   | [ 2 ]       |
|      | C.F. de Benguela No. 215                 | 2’D                | Baldwin Locomotive Works     |            | 1920    |          | Huambo Sidings                   | [ 3 ]       |
|      | C.F. de Benguela No. 205                 | 2’D                | North British Locomotive Co. | 23059      | 1923    |          | Huambo Sidings                   | [ 4 ]       |
|      | C.F. de Benguela No. 24                  | 2’C                | Neilson & Co.                | 5144       | 1898    |          | Huambo Works                     | [ 5 ]       |
|      | C.F. de Benguela No. 12                  | C                  | Esslingen (Esslingen)        |            |         |          | Huambo Sidings                   | [ 6 ]       |
|      | C.F. de Benguela No. 211                 | 2’D                | North British Locomotive Co. | 23065      | 1923    |          | Luena Shed                       | [ 7 ]       |
|      | C.F. Luanda No. 501                      | (2’D1’)(1’D2’)     | Beyer Peacock & Co.          | 7308       | 1949    |          | Catete Scrapyard                 | [ 8 ]       |
|      | C.F. Luanda No. 554                      | (2’D1’)(1’D2’)     | Krupp (Essen)                | 2496       | 1954    |          | Catete Scrapyard                 | [ 9 ]       |
|      | C.F. Luanda No. 502                      | (2’D1’)(1’D2’)     | Beyer Peacock & Co.          |            | 1949    |          | Catete Scrapyard                 | [ 10 ]      |
|      | C.F. Luanda No. 505                      | (2’D1’)(1’D2’)     | Beyer Peacock & Co.          |            | 1949    |          | Catete Scrapyard                 | [ 11 ]      |
|      | C.F. Luanda No. 506                      | (2’D1’)(1’D2’)     | Beyer Peacock & Co.          |            | 1949    |          | Catete Scrapyard                 | [ 12 ]      |
|      | C.F. Luanda No. 553                      | (2’D1’)(1’D2’)     | Krupp (Essen)                |            | 1954    |          | Catete Scrapyard                 | [ 13 ]      |
|      | C.F. Luanda No. 156                      | 2’D                | Henschel & Sohn (Kassel)     | 19865      | 1923    |          | Catete Scrapyard                 | [ 14 ]      |
|      | C.F. de Benguela No. 1 'General Machado' | B                  | Hunslet Engine Co.           | 847        | 1906    |          | CBF Railway HQ                   | [ 15 ]      |
|      | C.F. de Benguela No. 402                 | 2’D1’              | North British Locomotive Co. | 29690      | 1951    |          | Benguela Railway                 | [ 16 ]      |
|      | C.F. Luanda No. 110                      | 1’D1’              | Armstrong Whitworth & Co.    | 620        | 1924    |          | Alioune Blondin Beye Park        | [ 17 ]      |
|      | C.F. Luanda No. 253                      | 1’D1’              | Arnold Jung                  | 12261      | 1956    |          | Muçeques Workshops               | [ 18 ]      |

## Lokomotiven mit 600 mm
| Foto | Nummer oder Name                                  | Bauart / Achsfolge | Hersteller               | Fabrik-nr. | Baujahr | Historie | Eigentümer / Betreiber / Strecke | Bemerkungen |
| ---- | ------------------------------------------------- | ------------------ | ------------------------ | ---------- | ------- | -------- | -------------------------------- | ----------- |
|      | Catumbela Sugar No. ?                             | B                  | Krauss (München)         | 8047       | 1922    |          | Museum, Catumbela Sugar Factory  | [ 19 ]      |
|      | Catumbela Sugar No. ?                             | B                  | Krauss (München)         | 8358       | 1925    |          | Museum, Catumbela Sugar Factory  | [ 20 ]      |
|      | Canhoca Golungo Alto (Luanda Railway) No. 31 (21) | D                  | Orenstein & Koppel       | 9935       | 1922    |          | Muçeques Workshops               | [ 21 ]      |
|      | C.F. do Moçamedes No. ?                           | B                  | Decauville               | 505        | 1908    |          | Lubango Station                  | [ 22 ]      |
|      | C.F. do Amboim No. 40 'Amboim'                    | 1’D1’              | W.G.Bagnall              | 2637       | 1940    |          | Porto Amboim                     | [ 23 ]      |
|      | C.F. do Amboim No. ?                              | C                  | LHW                      | 2305       | 1921    |          | Empresa Portuaria Office         | [ 24 ]      |
|      | C.F. do Amboim No. 21                             | 1'C                | Henschel & Sohn (Kassel) | 19734      | 1923    |          | Porto Amboim                     | [ 25 ]      |
|      | C.F. do Amboim No. 22                             | 1'C                | Henschel & Sohn (Kassel) | 19735      | 1926    |          | Porto Amboim                     | [ 26 ]      |
|      | C.F. do Amboim No. 41 'Cuanza-Sul'                | 1’D1’              | W.G.Bagnall              | 2638       | 1940    |          | Porto Amboim                     | [ 27 ]      |
|      | C.F. do Amboim No. 60                             | 1’D                | Henschel & Sohn (Kassel) | 28547      | 1950    |          | Porto Amboim                     | [ 28 ]      |
|      | C.F. do Amboim No. 61                             | 1’D                | Henschel & Sohn (Kassel) | 28458      | 1950    |          | Porto Amboim                     | [ 29 ]      |